# 水痘疫苗
水痘疫苗又称冈株活疫苗，臨床上可用來預防水痘 。施打一劑量水痘疫苗可防止95%的中等發作與100%的重度發作，但施打兩劑量效果更佳。在接觸水痘病毒五天內，未經免疫的個體接種水痘疫苗可極大程度預防得病。人群中大部分接種水痘疫苗也可保護未接種人群免於水痘侵襲。水痘疫苗採用皮下注射。
世界衛生組織推薦只有該國水痘疫苗注射率可達百分之八十時，才可將其納入免疫接種計畫。若其注射率僅在百分之二十至百分之八十間，可能會使人群在年紀更大時感染該病，並使其總體效果更差（年齡較大的患者併發症率更高）。在劑量方面，世界衛生組織推薦注射一劑量或兩劑量。在美國，十二個月大至十五個月大的嬰兒均被推薦注射第一劑，四到六歲間注射第二劑。截至2012年，大部分歐洲國家推薦注射水痘疫苗，但在是否應施打於所有兒童還是高危兒童上意見不一。因水痘疫苗的成本，並不是所有國家均提供其注射。
該疫苗安全性極佳。輕微的副作用可能包括注射處疼痛、發熱以及紅疹。嚴重的併發症較為罕見而且大多數發生於免疫功能低下者。接種於愛滋病病毒感染者或愛滋病患者時應當加以特殊照護。該疫苗不建議接種於孕婦，但在目前少數的接種案例中，未發現任何異常。水痘疫苗可單獨使用，也可在麻腮風三聯疫苗(MMR vaccine)中一同接種。水痘疫苗是以減毒性病毒制得的。

## 历史
1970年代，日本科学家高橋理明（Michiaki Takahashi）的团队利用冈氏患儿株（Oka strain），研发出了预防水痘的减毒活疫苗。1981年，美国默克药厂注册了冈株，其科学家莫里斯·希勒曼的团队研发出的水痘疫苗在美国经批准上市。
水痘疫苗被列入世界衛生組織基本藥物標準清單中，一個基本的公共衛生系統中最重要的藥物之一 。在美國，水痘疫苗大約花費100至200元美金。

## 问题
水痘病毒与爱滋病毒、人类乳头瘤病毒等慢性病毒类一样具有病毒潜伏期（水痘属水痘病毒在人体内感染全过程的初期爆发期），慢性病毒的减毒活疫苗有终身携带弱毒株的风险，水痘疫苗也不例外。接种过水痘疫苗的人士体内休眠的弱毒株可在日后爆发并造成带状疱疹，然而，由于水痘活疫苗所带来的危害风险远小于感染水痘产生的带状疱疹风险，而水痘病毒又在全球范围高度流行，美国疾控局仍然建议其公民接种水痘疫苗。
相较而言，重组蛋白亚单位疫苗不会给未曾感染过水痘的人群带来终身携带的风险。重组蛋白亚单位带状疱疹疫苗已被证明能在未曾感染过水痘病毒的免疫受抑制的器官移植接收者身上有效地激发起体液和细胞免疫，并被预期有预防初次感染水痘的潜力。但是，由于缺乏有效性的研究，疾控局不允许给未曾感染过水痘病毒（含染病或接种冈株）的人群接种重组蛋白亚单位带状疱疹疫苗来作预防水痘感染用（唯未曾患过水痘的老年人因年轻时可能是水痘病毒的无症状感染者而亦被推荐接种带状疱疹疫苗而不需提前接种水痘疫苗）。水痘活疫苗尚不能确保终身不患水痘，重组蛋白亚单位疫苗的长期有效性如果不及活疫苗，造成人群年长时感染水痘病毒并罹患水痘，将给社会带来更大的医疗压力（年齡較大的患者併發症率更高）。
夏宁邵团队有着削弱冈株的神经毒性制作下一代活疫苗的努力。

## 延伸阅读
- World Health Organization. . World Health Organization (WHO). May 2008. ISBN 9789241596770. hdl:10665/43906 .
- Ramsay M (编). . . Public Health England. March 2013  [2022-05-21]. （原始内容存档于2019-11-12）.
- Hamborsky J, Kroger A, Wolfe S (编). .  13th. Washington D.C.: Centers for Disease Control and Prevention (CDC). 2015  [2022-05-21]. ISBN 978-0990449119. （原始内容存档于2015-02-07）.
- Roush SW, Baldy LM, Hall MA (编). . . Atlanta GA: Centers for Disease Control and Prevention (CDC). 9 January 2020  [2022-05-21]. （原始内容存档于2020-08-01）.